# Genisphindus roxanneae
Genisphindus roxanneae es una especie de coleóptero de la familia Sphindidae.

## Distribución geográfica
Habita en Perú.